# ايفيرنومون
ايفيرنومون هي بلدية فرنسية تقع في إقليم الأردين في منطقة غراند إيست.